# Patricia Betancort
Patricia Betancort de Diego és una presentadora de televisió espanyola nascuda el 25 de març de 1970 a Las Palmas de Gran Canària. Va estudiar Ciències empresarials en la Universitat de Sevilla, a més de Art dramàtic en Teatre Acció Futura. Té cursos de locució, doblatge, etc.

## Carrera
La seva carrera en el món de televisió comença després de les càmeres, en el departament de producció. El seu primer treball és com auxiliar en el programa d'Antena 3, Viva la gente el 1992. L'any 1993 es converteix en ajudant en el programa Aquí y ahora de Telemadrid. Aquest mateix any és també ajudant en l'espai Super Rescat, passant a ser la productora de l'espai Dobles eles i els; el 1994 és coordinadora al reality Crónica amarga: tots aquests a l'extint Canal 9. Aquest mateix any fa el salt davant les càmeres com a reportera de l'espai La mar de cosas a Canal Sur. A l'estiu per primera vegada presenta i dirigeix un espai, Capricho de verano, a Ràdio Televisió de Mallorca. Des de llavors ha dirigit diversos espais en diversos mitjans de comunicació.
A la fi de 1994 es reportera i a vegades co-presentadora de l'espai Por hablar que no quede a Telecinco. Després de la cancel·lació d'aquest espai ja el 1995, la cadena decideix que presenti la Informació meteorològica als noticiaris. Després de l'estiu d'aquest any co-presenta la gal·la Telemaraton 95 a Antena 3. Durant l'any 1996 passa a ser redactora de l'espai El semáforo a La 1, a la fi d'aquest any i part de 1997 exerceix de redactora a Sorpresa, sorpresa d'Antena 3 i a Bodegas del Mediterráneo a La 2.
El 1997 comença a presentar l'espai El imperdible a La 2 fins al 1999. Durant aquest temps realitza substitucions com a presentadora del programa Cartelera a La 1. El 1998 co-presenta la Gala d'equips de la Volta ciclista a Espanya. Aquest mateix any comença l'espai Código Alfa a La 2, sobre les forces armades, fins al 2001.
Durant la temporada 1999/2000 és la presentadora d'exteriors del concurs ¿Qué apostamos? a La 1. Des del 2001 i fins al 2004 presenta l'espai de La 2, España en comunidad. A més, entre el 2002 i el 2004 s'encarrega de co-presentar el Sorteig Extraordinari de Nadal, així com diverses gales, Gala FAO (2000,2001,2002), Gales "Suena la noche" (Verano,2002), Gala Cavalcada de Reis (2001, 2002 i 2003), Gala "Corazón voluntario" (2003 i 2004).
Durant el 2004 i fins al 2005 presentà i dirigí el magazín Tarde a tarde per a més de 60 televisions locals pertanyents a la plataforma UNE (televisió), pertanyent al grup Gestevisión Telecinco (Avui dia conegut com a Mediaset España Comunicación.
Inicia la seva etapa a CMM TV amb la presentació de la Gala solidària Menudos corazones, al setembre de 2005 es posa al capdavant de l'edició de cap de setmana dels serveis informatius del canal, fins al 2007. En aquests moments i durant un any presenta l'edició diària de sobretaula Notícies 1. El 2008 el canal decideix posar-la al capdavant del programa Castilla-La Mancha en vivo (versió manxega de Madrid directo), format que finalitza el 2011. Des del 2005 fins al 2010 presenta el Sorteig Extraordinari de Nadal i del 2006 al 2011 el Sorteig Extraordinari del Nen. Va presentar la Gal·la "Cap d'any 2010" del canal. Entre el 2007 i el 2010 va presentar per a tots els canals de la FORTA la Copa OXER.
L'any 2011 comença a presentar per al grup l'espai D.luxe al canal Divinity, fins al gener de 2017. Durant el 2012 i 2013 va presentar en la mateixa cadena el programa VitalBien, que el grup produïa al costat de la cadena de clíniques dentals Vitaldent.

## Etapa 13 TV (2014/2017)
Des del març de 2014 i fins al desembre de 2017 va ser presentadora del programa de successos Detrás de al verdad a 13 TV, fins al 2017 al costat de David Alemán i els últims mesos la va acompanyar Ricardo Altable. El programa va ser cancel·lat per una gran polèmica amb unes imatges de la víctima del Cas de La Manada, malgrat el seu bon rendiment d'audiència.
A la fi de 2017 i després d'anunciar-se la cancel·lació del programa Detrás de la verdad, decideix embarcar-se en una nova aventura, en aquest cas radiofònica. Crea, dirigeix i locuta La vida en vinilo a l'emissora Plus Radio. A més des de juny de 2018 i fins a començaments del 2019 presenta a CMM TV el programa En compañía.
Al setembre de 2019 torna a la cadena després de dos anys, ho fa per a presentar el Cine Western després de la sortida d'Irma Soriano de la cadena. El programa s'emet de dilluns a divendres en les tardes de 13 TV. En els pròxims mesos llançarà nous projectes amb el canal.

## Vida privada
Va estar casada amb Bartolo Conte (implicat en el cas Vitaldent) amb qui ha tingut dos fills. Es divorciaren el 2016.
L'octubre de 2019 va debutar com a escriptora amb La Reina Amazona (La Esfera de los Libros).